# Kulîcika, Lebedîn
Kulîcika (în ucraineană Куличка) este un sat în comuna Budîlka din raionul Lebedîn, regiunea Sumî, Ucraina.

## Demografie
Componența lingvistică a localității Kulîcika
     Ucraineană (99,11%)
     Alte limbi (0,89%)
Conform recensământului din 2001, majoritatea populației localității Kulîcika era vorbitoare de ucraineană (99,11%), existând în minoritate și vorbitori de alte limbi.